# Cinéma bhoutanais

Un clap aux couleurs du drapeau bhoutanais.

Le cinéma bhoutanais est une industrie modeste mais émergente, qui a vu le jour au milieu des années 1990 et qui est soutenue depuis par des représentants du gouvernement et différentes entreprises.
Le cinéma bhoutanais est fortement influencée par le cinéma indien voisin, la plupart des films bhoutanais étant des adaptations de films indiens ou basés sur le format des films indiens. Au XXIe siècle, des cinéastes locaux ont demandé que le cinéma bhoutanais s'oriente vers l'originalité. De nombreux films ont commencé à mélanger le cinéma indien avec les enseignements et les traditions bouddhistes locales, et les films de Bollywood sont maintenant rarement vus dans les salles de cinéma bhoutanaises après plus d'une décennie de domination,. Les récits basés sur l'histoire orale bouddhiste et les croyances surnaturelles influencent de plus en plus la structure cinématographique bhoutanaise.
En 2011, le cinéma bhoutanais produisait en moyenne trente films par an. En 2012, Thimphou comptait six salles de cinéma.
Certaines voix sont convaincues que le cinéma bhoutanais devrait se développer et innover à l'avenir.

## Histoire

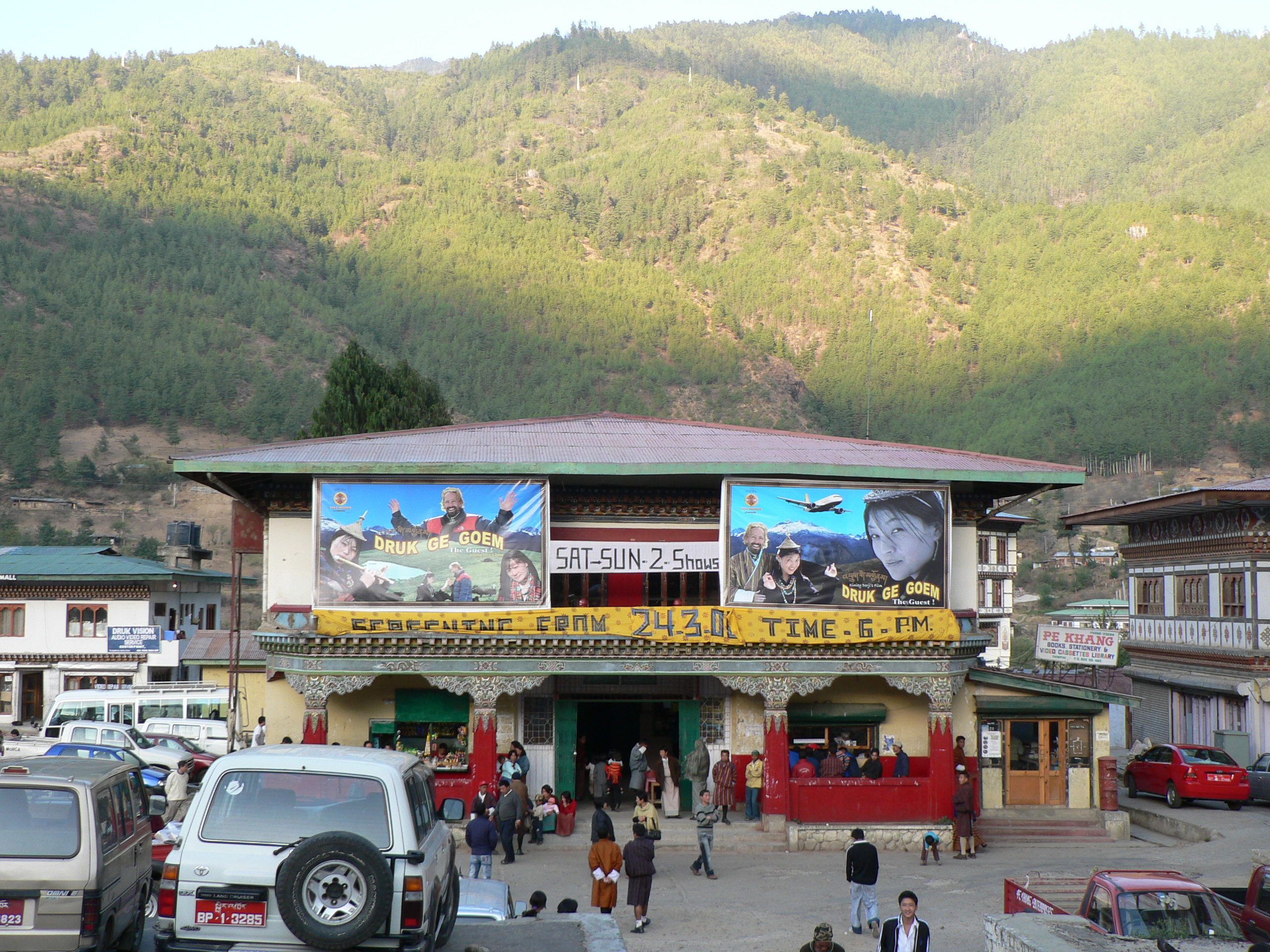
Une salle de cinéma à Thimphou.

En 1989, Ugyen India réalise Gasa Lamai Singye, le premier long métrage bhoutanais. Gasa Lamai Singye, une histoire d'amour tragique rappelant Roméo et Juliette, a fait l'objet d'un remake en 2016, réalisé par Sonam Lhendup Tshering. Wangdi a ensuite réalisé plusieurs films documentaires. Son Yonten Gi Kawa (Prix de la connaissance, 1998) a été le premier documentaire réalisé au Bhoutan, et a suivi la vie quotidienne d'un garçon de 11 ans, à la maison et à l'école. Il a été suivi par Yi Khel Gi Kawa (Prix d'une lettre, 2004), dans lequel Wangdi raconte l'histoire d'un coursier postal qui a travaillé dans tout le Bhoutan pendant 26 ans.
En 1999, Tshering Wangyel (en) a sorti le premier film à succès commercial en langue dzongkha, Rewaa (litt. « Espoir »), une histoire d'amour dans laquelle deux étudiants tombent amoureux de la même fille. Comme l'a dit un critique, « l'industrie cinématographique commerciale bhoutanaise était née ». Wangyel a ensuite produit une cinquantaine de films et est mort d'une pneumonie en tournant son dernier film,. En 2007, il a produit Bakchha (en), le premier film d'horreur bhoutanais.
Le lama bouddhiste Khyentse Norbu a écrit et réalisé quatre films primés, La Coupe (1999), Voyageurs et Magiciens (2003), Vara: A Blessing (en) (2013) et Hema Hema (en) (2016). Voyageurs et Magiciens a été le premier long métrage entièrement tourné au Bhoutan. Hema Hema, qui raconte son histoire en suivant un mystérieux rituel dans la forêt où tous les participants sont masqués, a été salué par la critique pour « sa représentation de thèmes bouddhistes complexes comme la transgression, en les juxtaposant à des sujets modernes comme l'anonymat sur Internet ». Un autre lama bouddhiste, Neten Chokling, est apparu dans Voyageurs et Magiciens, et a réalisé en 2006 son propre long métrage, Milarépa : La Voie du bonheur.
The Container, un court-métrage réalisé par Jamyang Dorji, a été présenté pour la première fois au Festival de Cannes 2011 et a été projeté au Festival international du film indépendant de Bruxelles en même temps que Original Photocopy of Happiness de Dechen Roder, une jeune réalisatrice de Bumthang qui a réalisé en 2016 le film policier Dakini. Le film a été décrit comme « une œuvre qui bouscule les genres, mêlant des éléments de néo-noir au mysticisme bhoutanais ».
En 2014, Karma Dhendup réalise Ap Bokto (en), un film d'animation en 3D inspiré par un conte folklorique bhoutanais. En 2016, Drukten a été le premier film d'animation bhoutanais en 2D,.
En ce qui concerne le cinéma contemporain, en 2017, le film Thimphou de R.C. Chand « se débarrasse de l'idée que tous les films bhoutanais indépendants s'inspirent du mysticisme bouddhiste du pays ». Il présente la vie de la capitale du Bhoutan à travers différents personnages, dont une famille alcoolique, une femme transgenre et une jeune chanteuse confrontée à des problèmes de carrière et d'amour.
Les réalisatrices sont rares au Bhoutan. L'une d'entre elles, Kesang Chuki, a produit dix documentaires, docudrames et courts métrages, dont Nangi Aums to Go-thrips (litt. « De femme au foyer à dirigeante », 2011), sur les problèmes des femmes bhoutanaises qui assument des rôles publics, et A Young Democracy (litt. « Une jeune démocratie », 2008), dans lequel Chuki accompagne deux candidats dans leur campagne pour les premières élections démocratiques jamais organisées au Bhoutan.
The Next Guardian est le premier long métrage documentaire du réalisateur bhoutanais Arun Bhattarai et de la réalisatrice hongroise Dorrotya Zurbo. Il a été présenté pour la première fois au Festival international du film documentaire d'Amsterdam en 2017.
La célébration du film Bhutan Beskop (2010, 2011) a été un événement important pour l'industrie cinématographique locale. Des spécialistes financiers et parfois des banques financent de nouvelles productions qui sont projetées dans l'un des nombreux cinémas du Bhoutan, dont le Lugar Lobby à Thimphou, avec ses 880 places, est le plus grand.
Au total, 152 films bhoutanais ont été produits au cours de la première décennie du XXIe siècle. Le Bhoutan dispose de deux maisons de distribution. Les films commerciaux sont périodiquement axés sur un sujet « affectif », parfois associé à un problème social (VIH, urbanisation), et suivent un scénario habituel avec des échanges, des chants, des danses, des relations compliquées et un conflit. Les budgets varient de 15 000 à 50 000 dollars. Les salaires des interprètes et des chanteurs sont passées de 1 000 dollars (2006) à 10 000 dollars par film pour les meilleurs personnages à l'écran en 2011. Le revenu brut d'un film très connu (jusqu'à 90 000 spectateurs) peut atteindre 140 000 dollars, tandis que les films moins connus n'en rapportent que la moitié et que les films impopulaires présentent des risques de manque à gagner.

## Principaux enjeux

### Marché
Le marché bhoutanais est petit. Tshering Wangyel, réalisateur bhoutanais de premier plan, a rappelé en 2015 qu'au XXe siècle, « la distribution était une épreuve, obligeant les cinéastes à transporter des générateurs, du carburant et du matériel de projection de village en village ». Beaucoup de choses se sont améliorées au XXIe siècle mais, selon Wangyel, « la distribution continue d'être une épreuve, ce qui handicape la croissance de l'industrie. » Malgré ces problèmes, Wangyel affirme que « l'industrie est florissante et que le public de l'un des pays les plus reculés de la planète se rue sur les films produits dans le pays ».

### Production
L'industrie cinématographique du Bhoutan dispose d'un nombre limité de studios, avec un équipement incomplet. La plupart des réalisateurs contribuent financièrement à leurs propres productions, bien qu'au XXIe siècle des financements internationaux aient été occasionnellement disponibles.

### Qualité
Quelques films bhoutanais ont été plébiscités au niveau international. D'autres sont considérés comme répétitifs, revenant sans cesse sur les légendes bouddhistes et le « choc entre tradition et modernité, le conservatisme ayant le dernier mot alors que les personnages s'expriment sur l'importance de la prière et que des chants en fond sonore exhortent les spectateurs à être de bons bouddhistes ».

### Exploitation
Bien qu'il existe aujourd'hui des salles de cinéma dans toutes les grandes villes, il est encore nécessaire aujourd'hui de « transporter un cinéma de fortune de village en village pour atteindre la population cinéphile du Bhoutan », en louant des auditoriums d'école ou en installant une tente dans chaque lieu de projection. Selon le réalisateur Wangyel, « il faut un an pour couvrir le pays avec des projections ».

### Piratage
Le piratage est un problème mondial qui influence l'industrie cinématographique du Bhoutan. Les DVD sont facilement dupliqués au Népal et en Inde et vendus dans les magasins des zones urbaines. Les mesures de lutte contre le vol sont considérées comme largement insuffisantes. On a imputé à la longue attente des projections la floraison d'une industrie du piratage au service d'un « public impatient de voir des copies illégales de films en langue dzongkha ».

## Avenir
Le gouvernement du Bhoutan considère le cinéma comme important et s'est engagé à promouvoir la production locale avec des studios et un soutien adéquats, ainsi que des politiques plus efficaces contre la violation des droits d'auteur.
Des voix critiques comme celle du réalisateur Tashy Gyeltshen craignent que « l'effort incessant pour promouvoir la tradition tout en imitant la formule de Bollywood risque de créer un “désert culturel” pour les générations futures », les réalisateurs les plus plébiscités se contentant de « se complaire dans la gloire passée ». Il y a cependant aussi des voix plus optimistes, persuadées que le changement arrive avec une nouvelle génération de réalisateurs bhoutanais qui « fuient l'influence de Bollywood et se tournent vers l'intérieur », un processus qui a été récompensé par des prix dans des festivals internationaux.